# غونثر هيل
غونثر هيل (بالإيطالية: Günther Hell)‏ هو لاعب هوكي الجليد إيطالي، ولد في 30 أغسطس 1978 في بولسانو في إيطاليا.

## وصلات خارجية
- غونثر هيل على موقع EliteProspects.com (الإنجليزية)
- غونثر هيل على موقع Eurohockey.com (الإنجليزية)
- غونثر هيل على موقع HockeyDB.com (الإنجليزية)
- غونثر هيل على موقع أوليمبيديا (الإنجليزية)